# Psygnosis
Psygnosis Limited was een Engels computerspelontwikkelaar en uitgever die werd opgericht in 1984 door Jonathan Ellis, Ian Hetherington en David Lawson. Het bedrijf werd later in 1993 een dochteronderneming van Sony Computer Entertainment.
Op 22 augustus 2012 maakte Sony bekend de studio te sluiten.

## Geschiedenis
Nadat Psygnosis in 1993 onderdeel van Sony Computer Entertainment werd, kwamen populaire titels als Wipeout (1995) en Colony Wars (1996) uit. De studio produceerde voor elk PlayStation-systeem een lanceertitel.
In 2000 werd de uitgeverijtak van Psygnosis samengevoegd met Sony Computer waarbij werd gekozen voor SCE Studio Liverpool als nieuwe naam. Onder deze naam kwamen spellen als Formula One 2001 en Wipeout Fusion uit.
Na het sluiten van Studio Liverpool in 2012 bleef het gebouw in bedrijf. Hier zijn andere afdelingen gehuisvest van Sony.
De naam Psyclapse werd ook gebruikt als label voor enkele speltitels.

## Lijst van spellen

### Als Psygnosis (selectie)
| Titel                 | Jaar | Platform                                            |
| --------------------- | ---- | --------------------------------------------------- |
| Menace                | 1988 | Amiga, Atari ST, Commodore 64, DOS                  |
| Obliterator           | 1988 | Amiga, Amstrad CPC, Atari ST, DOS, MSX, ZX Spectrum |
| Shadow of the Beast   | 1989 | Amiga                                               |
| Stryx                 | 1989 | Amiga, Atari ST                                     |
| The Killing Game Show | 1990 | Amiga, Atari ST, Mega Drive                         |
| Amnios                | 1991 | Amiga                                               |
| Lemmings              | 1991 | Amiga, Atari ST, DOS, SNES, ZX Spectrum             |
| Agony                 | 1992 | Amiga                                               |
| Hired Guns            | 1993 | Amiga, DOS                                          |
| Last Action Hero      | 1993 | NES, SNES, Game Boy, Game Gear, Amiga, DOS          |
| Puggsy                | 1993 | Amiga, Mega Drive, Mega-CD                          |
| 3D Lemmings           | 1995 | DOS, PlayStation, Saturn                            |
| Destruction Derby     | 1995 | DOS, PlayStation, Saturn, Nintendo 64               |
| Wipeout               | 1995 | PlayStation, pc, Saturn                             |
| Wipeout XL            | 1996 | Amiga, PlayStation, pc, Saturn                      |
| Alundra               | 1997 | PlayStation                                         |
| Colony Wars           | 1997 | PlayStation                                         |

### Als SCE Studio Liverpool
| Titel                            | Jaar | Platform             |
| -------------------------------- | ---- | -------------------- |
| Formula One 2001                 | 2001 | PlayStation 2        |
| Wipeout Fusion                   | 2002 | PlayStation 2        |
| Formula One 2002                 | 2002 | PlayStation 2        |
| Formula One 2003                 | 2003 | PlayStation 2        |
| F1 04                            | 2004 | PlayStation 2        |
| Wipeout Pure                     | 2005 | PlayStation Portable |
| F1 05                            | 2005 | PlayStation 2        |
| F1 06                            | 2006 | PlayStation 2        |
| Wipeout Pulse                    | 2007 | PlayStation 2, PSP   |
| Formula One Championship Edition | 2007 | PlayStation 3        |
| Wipeout HD                       | 2008 | PlayStation 3        |
| Wipeout 2048                     | 2012 | PlayStation Vita     |